# Bolzano Casanova

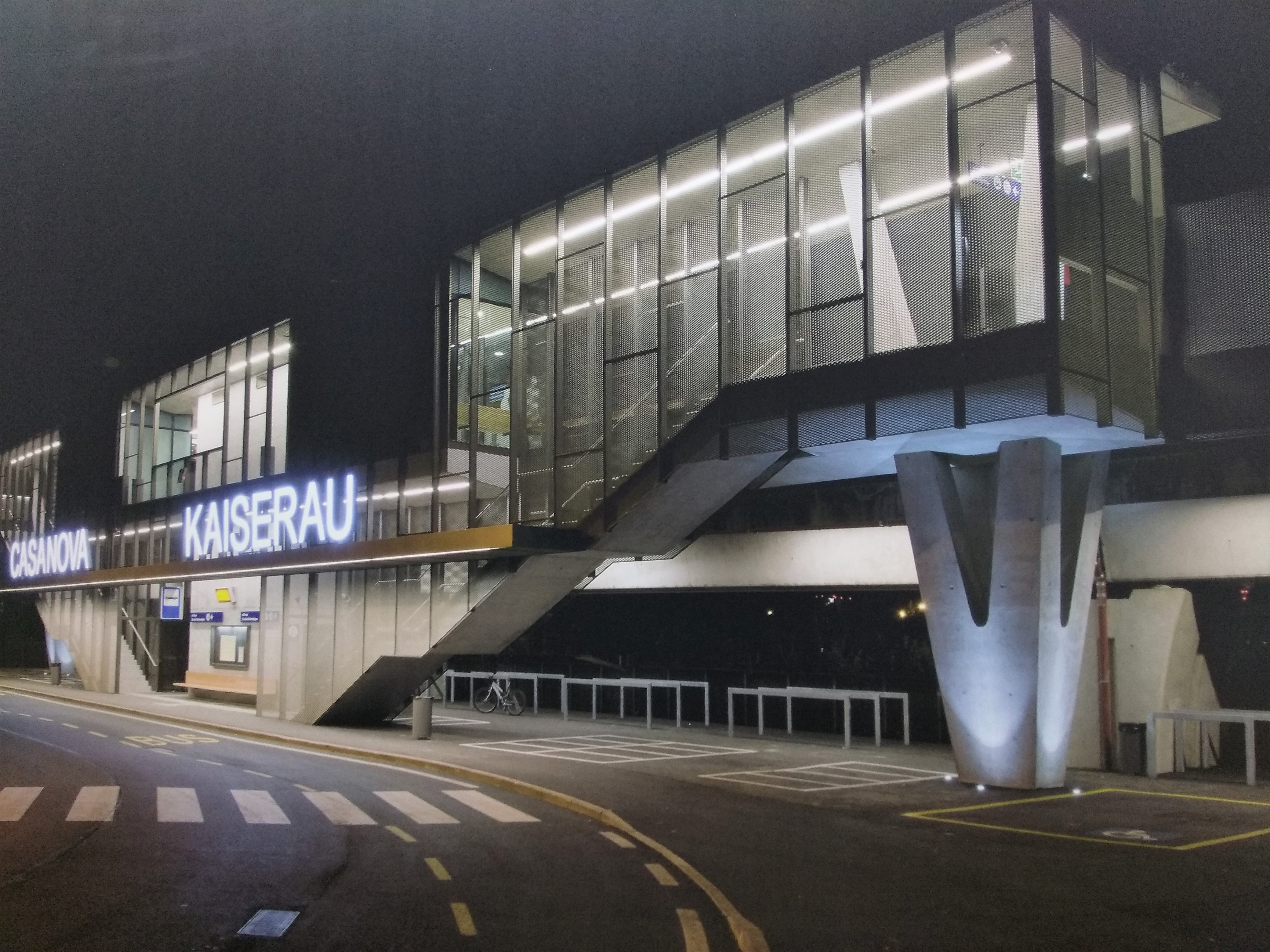
Przystanek osobowy Kaiserau-Casanova

Bolzano Casanova-Kaiserau (wł. Stazione di Bolzano Casanova-Kaiserau, niem: Bahnhof Bozen Kaiserau) – przystanek kolejowy w Bolzano (niem. Bozen), w prowincji Bolzano, w niemieckojęzycznym regionie Trydent-Górna Adyga, we Włoszech. Przystanek kolejowy obsługuje dzielnicę Casanova i znajduje się na linii Bolzano – Merano.
Według klasyfikacji RFI ma kategorię srebrną.

## Linie kolejowe
- Linia Bolzano – Merano